# Wojciech Szala
Wojciech Szala (ur. 27 stycznia 1976 w Piotrkowie Trybunalskim) – polski piłkarz, który w latach 1994–2011 występował na pozycji prawego lub środkowego obrońcy w GKS Katowice i Legii Warszawa.

## Przebieg kariery
Wychowanek GKS Katowice, w którym w latach 1994–2001 rozegrał 93 mecze w lidze, strzelając 1 gola. W ekstraklasie zadebiutował 27 sierpnia 1995, w wygranym 1:0 meczu z Rakowem Częstochowa. W 1996 r. zdobył Superpuchar Polski. Latem 2001 r., jako jeden z wyróżniających się graczy polskiej ligi na pozycji ofensywnie grającego prawego obrońcy, został ściągnięty do Legii Warszawa przez jej ówczesnego trenera, Dragomira Okukę. Debiut w barwach "Wojskowych" nastąpił 3 sierpnia 2001 w meczu Ruch Chorzów – Legia Warszawa (0:4), w którym Szala wystąpił w pełnym wymiarze czasowym. W tym samym sezonie (2001/02) wywalczył z Legią mistrzostwo Polski oraz Puchar Ligi. U Okuki (sierpień 2001–czerwiec 2003) występował nierzadko jako prawy pomocnik. Pod wodzą kolejnego trenera Legii, Dariusza Kubickiego (sierpień 2003–wrzesień 2004), grał wyłącznie jako prawy, kryjący obrońca. Od początku 2005 r. trener Jacek Zieliński wystawiał go na środku obrony. Od objęcia Legii przez Dariusza Wdowczyka (wrzesień 2005 r.) Szala powrócił na prawą obronę, natomiast Jan Urban przesunął piłkarza z powrotem do środka. Przez niemal cały pobyt w Legii piłkarz pierwszego składu drużyny. Zauważalnie przyczynił się do tego, że Legia w sezonach 2003/04, 2004/05, 2005/06 oraz 2007/08 była najrzadziej tracącym gole zespołem w pierwszej lidze polskiej. Przed sezonem 2008/09 Szala został nowym kapitanem drużyny. Przejął opaskę po Aleksandarze Vukoviciu, który zrezygnował z tej funkcji.

## Styl gry
Szala wyróżniał się siłą i walecznością, preferując twardy i nieustępliwy styl gry. Jego agresywna postawa oznacza często łamanie boiskowych przepisów, ale nie przekłada się na dużą liczbę kar sędziowskich – w 184 meczach pierwszoligowych zobaczył 22 żółte kartki, w tym 2 zamienione na czerwoną kartkę w meczu Dyskobolia Grodzisk Wlkp. – Legia Warszawa (3:3) w sezonie 2002/03, co dało bardzo niską dla obrońcy średnią. W sezonie 2003/04 rozegrał łącznie 27 meczów nieotrzymując w nich choćby jednej żółtej kartki. Szala uznawany był za boiskowego brutala, kojarzyło się go często z wykorzystywaniem łokcia w walce o piłkę.

## Przydomek
Przez kibiców Legii Szala często nazwany był żartobliwie „Szalgado” – na podobieństwo grającego na tej samej pozycji (prawa obrona) piłkarza Realu Madryt, Míchela Salgado. Posiadał on również inny przydomek, „Łokietek”, związany z nieprzepisowym zatrzymywaniem piłkarzy przeciwnej drużyny przy pomocy łokcia.

## Życie prywatne
Jest ojcem Dominika Szali, piłkarza Górnika Zabrze.

## Sukcesy
- Mistrzostwo Polski (2002, 2006)
- Puchar Polski (2008)
- Superpuchar Polski (1996, 2008)
- Puchar Ligi Polskiej (2002)